# Schuschi (Provinz)

Lage Schuschis in der Republik Arzach, Grenzen von 1994 bis 2020

Schuschi (armenisch Շուշի) war eine Provinz der international nicht anerkannten Republik Arzach. auf dem Gebiet von Aserbaidschan Sie umfasste neben ihrer Hauptstadt Schuschi größtenteils westlich der Stadt gelegene Gebiete. Mit dem Ende des Kriegs um Bergkarabach 2020 befand sich das Gebiet der Provinz teilweise wieder unter der Kontrolle von Aserbaidschan und nach einer Offensive 2023 erhielt Aserbaidschan ganz Bergkarabach vollständig zurück, womit die Provinz nicht mehr besteht.

## Geografie
Die Provinz hatte nach Angaben der Republik Arzach nominell eine Fläche von 382 km². Die Provinz lag im Karabachgebirge, dessen höchster Gipfel Mez Kirs mit 2.724 m in der Provinz lag. Der wichtigste Fluss ist der hier entspringende Karkar. Nahe der Hauptstadt befindet sich die kulturell bedeutsame Ebene Cıdır Düzü.
Durch die Provinz führte die Fernstraße von Goris in Armenien zur Hauptstadt der Republik Arzach, Stepanakert. Die Straße verläuft zuvor durch den als eine der wenigen Verbindungen zu Armenien für den Verkehr der Region bedeutenden Latschin-Korridor.

## Geschichte
Das Gebiet im Zentrum der Region Bergkarabach war im Laufe seiner Geschichte Teil vieler armenischer Herrschaftsgebiete und stand seit dem 7. Jahrhundert häufig unter der Vorherrschaft islamischer Staaten. Schließlich war es Teil des Meliktums Chatschen, das im 18. Jahrhundert in das Khanat Karabach eingegliedert wurde, dessen Hauptstadt Schuschi (beziehungsweise aserbaidschanisch Şuşa) war. Das Khanat wurde im 19. Jahrhundert Teil des Russischen Reiches und in diesem aufgelöst. Nach der Oktoberrevolution und der Unabhängigkeitserklärung der Staaten südlich des Kaukasus war die Region zwischen der Republik Armenien und der Republik Aserbaidschan umstritten und umkämpft. Nach Eingliederung beider Staaten in die Sowjetunion fiel das Gebiet an die Aserbaidschanische SSR, in dem es großteils als Bezirk Şuşa zum Autonomen Oblast Bergkarabach gehörte. Nachdem sich in den 1980er Jahren der Bergkarabachkonflikt zwischen den Armeniern und Aserbaidschanern sowie der Aserbaidschanischen SSR verschärft hatten, erklärte Bergkarabach während des Zusammenbruchs der Sowjetunion 1991 die Unabhängigkeit und es kam zu einem offenen Krieg, in dem Armenien Bergkarabach unterstützte. Die Republik Bergkarabach beziehungsweise die armenische Armee konnten sich behaupten und benachbarte Gebiete besetzen. Die aserbaidschanische Bevölkerung floh.
Die Provinz Schuschi wurde aus dem Bezirk Şuşa gebildet und der Ort Kirsawan des benachbarten, im Krieg besetzten Bezirk Laçın wurde der Provinz zugeschlagen. Aserbaidschan erkannte weder die Unabhängigkeit der Republik Arzach an, noch die Umstrukturierung der Verwaltungseinheiten. Im Krieg um Bergkarabach 2020 wurde ein Teil der Provinz im Süden einschließlich der Provinzhauptstadt von Aserbaidschan erobert. Im Zuge des anschließenden Waffenstillstandsabkommens wurde auch das Gebiet des Bezirks Laçın, der Ort Kirsawan, an Aserbaidschan zurückgegeben. Mit einer Offensive im September 2023 hat Aserbaidschan die Kontrolle über Bergkarabach vollständig zurückgewonnen und die Republik Arzach zur Kapitulation gezwungen. Mit der Auflösung der Strukturen der Republik Arzach endete auch das Bestehen der Provinz Schuschi.

## Ortschaften und Einwohnerzahlen
Die Provinz hatte nach Angaben der Republik Arzach 2015 etwa 5.400 Einwohner, davon 4.200 in der Hauptstadt und 1.200 auf dem Land. Folgende Gemeinden waren Teil der Provinz. Die kursiv geschriebenen stehen bereits seit November 2020 unter aserbaidschanischer Kontrolle.
| Armenischer Name (zugeh. Ortsteile)          | in armenischer Schrift | Aserbaidschanischer Name | Einwohner nach Zensus 2005 | Koordinaten |
| -------------------------------------------- | ---------------------- | ------------------------ | -------------------------- | ----------- |
| Schuschi                                     | Շուշի                  | Şuşa                     | 3.191                      | Lage        |
| Jeghzahogh (Kanatsch Tala, Tase Werst)       | Եղցահող                | Sarıbaba                 | 156                        | Lage        |
| Lisagor                                      | Լիսագոր                | Turşsu                   | 88                         | Lage        |
| Hinschen                                     | Հինշեն                 | Kiçik Qaladərəsi         | 176                        | Lage        |
| Mez Schen                                    | Մեծ Շեն                | Böyük Qaladərəsi         | 92                         | Lage        |
| Karin Tak                                    | Քարինտակ               | Daşaltı                  | 588                        | Lage        |
| Kirsawan                                     | Քիրսավան               | Köhnəkənd                | 33                         | Lage        |
| Karte mit allen Koordinaten : OSM \| WikiMap |                        |                          |                            |             |